# میکولا میخیلنکو
نیکولای میخیلنکو (اوکراینی: Микола Миколайович Михайленко؛ زادهٔ ۲۲ مهٔ ۲۰۰۱) بازیکن فوتبال است.
وی همچنین در تیم‌های ملی فوتبال Ukraine national under-18 football team و زیر ۲۱ سال اوکراین بازی کرده‌است.